# Іван Лучич
І́ван Лу́чич, також відомий як Йо́ганн Лу́ціус або Джова́нні Лу́чо (хорв. Ivan Lučić, лат. Johannes Lucius, італ. Giovanni Lucio; вересень 1604, Трогір — 11 січня 1679, Рим) — хорватський історик. Основні твори написані італійською та латинською мовами.
Освіту здобував у Римі в Seminarium Romanum (1618—1620) та Падуї (вивчав філософію та математику).  У 1630 році отримав звання доктора права. В 1625—1654 роках мешкав у місті Трогір, з 1654 року переїхав до Рима. Лучич був найпершим у південнослов'янській історіографії, хто почав використовувати прийоми наукової критики джерел. Написав книгу «Про королівство Далмації та Хорватії» (Амстердам, 1666; пізніше у Франкфурті; Амстердам, 1748; Відень, 1758), спираючись на знайдені в хорватських і далматинських архівах документи, праці хорватських, візантійських, італійських та угорських авторів. 
Також автор «Історичних нотаток про Трагуріон, який зараз зветься Трау́» (Венеція, 1673), «Життя Джованні Орсіні» (Рим, 1657), «Dissertatio de Illyrico et arbores familiarum», «Supplementum in cronica Hungarorum» та інших книг. Низка творів Лучича не була надрукована та не збереглась у рукописах (збереглись «Le origine della chiesa di Croazia e Dalmazia», «Gl'indici e cataloghi degli arcivescovi e vescovi», «La serie dei consilii e dei sinodi patrj», «Le vicende delle patrie chiese»). Деякі рукописи нині зберігаються у бібліотеці св. Ієроніма в Римі.